# Saint-Germain-sur-Avre
Saint-Germain-sur-Avre es una comuna francesa situada en el departamento de Eure, en la región de Normandía.

## Demografía
| 381 | 336 | 464 | 665 | 1026 | 1128 | 1179 |
| Para los censos de 1962 a 1999 la población legal corresponde a la población sin duplicidades (Fuente: INSEE [Consultar]) |     |     |     |      |      |      |